# قرارداد جمعی
قرارداد جمعی یا تفاهمنامه کار :قراردادی است بین کارفرمایان و کارمندان که به مقررات مربوط به شرایط و ضوابط محل کار می‌پردازد.

## افغانستان
تعریف و مفهوم قرار داد جمعی:
بر پایهٔ ماده ۳۲ قانون کار ۱۳۶۲ افغانستان، در ادارات و موسسات دولتی برای اجرای برنامه دولتی، قرارداد جمعی بین رئیس اداره و اتحادیه صنفی به امضاء می‌رسد.و یا قرار داد جمعی سند حقوقی است که بر مبنای تعهدات، با تفکیک مکلفیت‌ها و وجایب اداره (مؤسسه) و کارکنان در برابر یکدیگر به‌منظور بهتر شدن و انسجام امور عقد می‌گردد. این پدیده یک سند قبول شدهً جامعهً جهانی و سازمان بین‌المللی کار است که بخاطر فراهم آوری زمینه اعتماد کاری، به‌منظور پیشرفت و انکشاف مسایل اقتصادی، اجتماعی و فرهنگی بین سه ارگان (دولت، اتحادیه‌های کارگری و کارفرمائی) بوده و تجارب و نتیجهً آن در کشورهای پیشرفته طور مثبت تجربه شده‌است.در قرارداد، چگونگی اعمال برنامه از طرف کارکنان اداره روشن می‌گردد. در این قرارداد هر دو طرف نسبت به مسئولیت‌های خود در اجرای برنامه متعهد می‌شوند. این قرارداد باید در جلسهٔ بزرگی که در آن تمام کارکنان موسسه شرکت دارند به امضاء برسد. در این جلسه، رئیس اتحادیه برای هر بخش کاری، برنامه زمان انجام، دستمزد و سایر هزینه‌ها را اعلان می‌کند و آنرا به بحث می‌گذارد.
- محتوا و موضوع قرار داد جمعی:

قرار داد جمعی مسایل مربوط به: کار و تولید، وقت کار، حفاظت و شرایط مصونیت سلامتی کار، نورم و نورماتیف‌های کار، استراحت، تشویق مادی و معنوی کارکنان، مسایل معیشت و رفاه اجتماعی، تعمیم سیستم توزیع عادلانهً دستمزد، استخدام و اشتغال، بازنشستگی و بیمه، مسایل مربوط به انفصال و سبکدوشی کارکنان، انضباط کاری، ارتقای مهارت‌های شغلی و تکنیکی، مسایل فرهنگی، آموزشی و تربیتی، رعایت از اسناد تقنینی، تطبیق برنامه‌های تولیدی و کاری، جلب کارکنان در بهبود کیفیت و بلند بردن سطح تولید و توجه و مواظبت به منافع و دارائی‌های اداره و مؤسسه را در بر می‌گیرد.

موعد قرار داد جمعی:قرار داد جمعی بر مبنای صلاحیت‌های حقوقی آن در آخر ماه حوت (اسفند) هر سال با در نظرداشت خصوصیات کاری هر مؤسسه، بین رئیس اداره به نمایندگی از اداره و رئیس اتحادیه کارگری به نمایندگی از کارکنان برای مدت یکسال امضا و عقد می‌گردد.

موارد تطبیق قرارداد جمعی:
- بند (۱) – مفردات قرارداد جمعی بر تمام کارکنان (بخش دولتی و خصوصی) به‌طور مساوی تطبیق می‌گردد.
- بند (۲) – هر گاه در نحوهٔ تطبیق قرارداد جمعی بین اداره و اتحادیه کارگری اختلاف به میان آید، این اختلاف توسط ارگانهای مافوق حل و فصل می‌گردد.
- بند (۳) – رئیس اداره و رئیس اتحادیه کارگری تطبیق مواد قرارداد جمعی را کنترل می‌کنند.